# رهمالي (كبغيان)
رهمالي (بالفارسية: رهمالی) هي قرية تقع في إيران في قسم كبغيان الريفي. يقدر عدد سكانها بـ 177 نسمة بحسب إحصاء 2016.